# Rhizophydium coronum
Rhizophydium coronum är en svampart som beskrevs av A.M. Hanson 1944. Rhizophydium coronum ingår i släktet Rhizophydium och familjen Rhizophydiaceae.   Inga underarter finns listade i Catalogue of Life.